# Sinfonia n. 11 (Šostakovič)
La Sinfonia n. 11 in Sol minore (Op. 103, L'Anno 1905) di Dmitrij Šostakovič è stata scritta nel 1957 ed eseguita per la prima volta dall'Orchestra sinfonica dell'URSS, diretta da Natan Rachlin, il 30 ottobre dello stesso anno. Il titolo della sinfonia deriva dagli eventi accaduti nel contesto della rivoluzione del 1905 nell'Impero russo.

## Storia
Basata su melodie popolari russe, la sinfonia è la rappresentazione in musica della strage dei lavoratori riuniti davanti al Palazzo d'Inverno, a San Pietroburgo, da parte della cavalleria dello zar Nicola II. La stessa tematica è stata anche affrontata dal regista sovietico Sergej Ėjzenštejn, nel capolavoro cinematografico La corazzata Potëmkin. In una versione riedita in Italia nel 1976 sono stati scelti brani di Šostakovič per la colonna sonora del film. Nella famosissima scena dell'avanzata dei soldati verso la folla sulla scalinata di Odessa possiamo sentire come sottofondo il secondo movimento della Undicesima Sinfonia.
Originariamente l'opera doveva essere scritta per il 50º anniversario della rivoluzione del 1905, nel 1955, ma alcuni eventi (la morte della madre, il problematico secondo matrimonio e l'incontro con alcuni suoi amici appena usciti dai gulag) tennero Šostakovič lontano dalla composizione fino al 1957. Un nuovo impulso alla scrittura venne dalla rivoluzione ungherese del 1956: la moglie Irina ha dichiarato infatti che il compositore teneva a mente questa rivolta durante la composizione della sinfonia.
I motivi popolari rivoluzionari russi all'interno dell'opera sono 9: "Ascolta!"(un motivo di detenuti che richiamano a speranze ed attese che saranno, probabilmente, deluse), "Il condannato", "Sei stato vittima", "Compagni, le trombe squillano", "Salve, parola di libertà", "Furia contro i tiranni!", "Canto di Varsavia". Altri 2 temi sono tratti dal coro "Il 9 gennaio" dai suoi Dieci poemi su testi di poeti rivoluzionari (Op. 88), e da una melodia dall'operetta di Sviridov "Luci Splendenti".

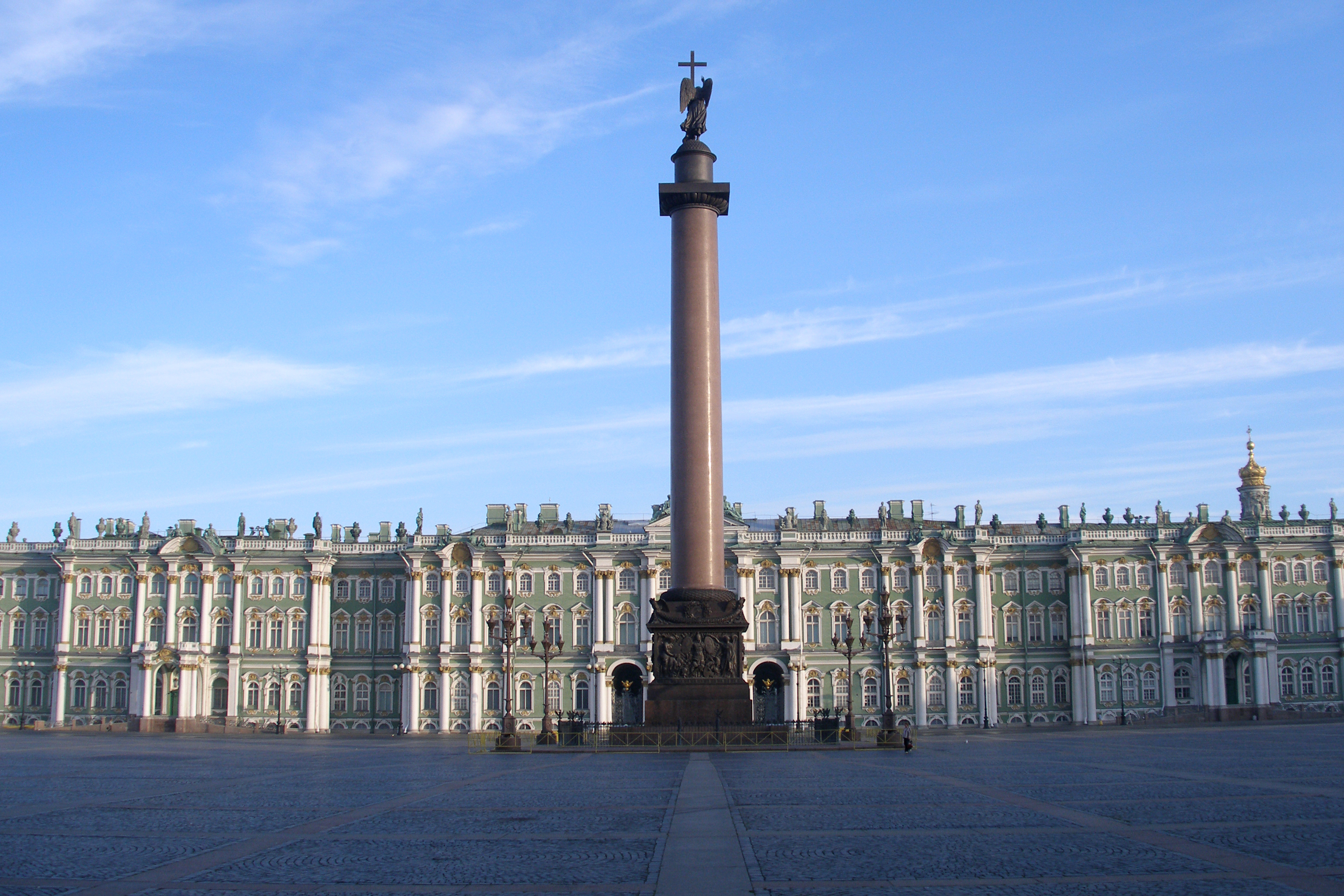
Il palazzo d'inverno visto dalla piazza del Palazzo, con la colonna alessandrina

La sinfonia ottenne un successo immediato in Russia, e valse al compositore il Premio Lenin, assegnatogli l'anno successivo, che lo riabilitò davanti alla Dottrina Ždanov.

## Struttura
La sinfonia è composta da quattro movimenti:

### Adagio -La Piazza del Palazzo
Un'atmosfera di tranquillità caratterizza l'intero primo movimento. Alla melodia dagli archi si alternano interventi dei timpani. Alcuni squilli di tromba intervengono nella parte centrale.

### Allegro, Adagio, Allegro -Il 9 gennaio

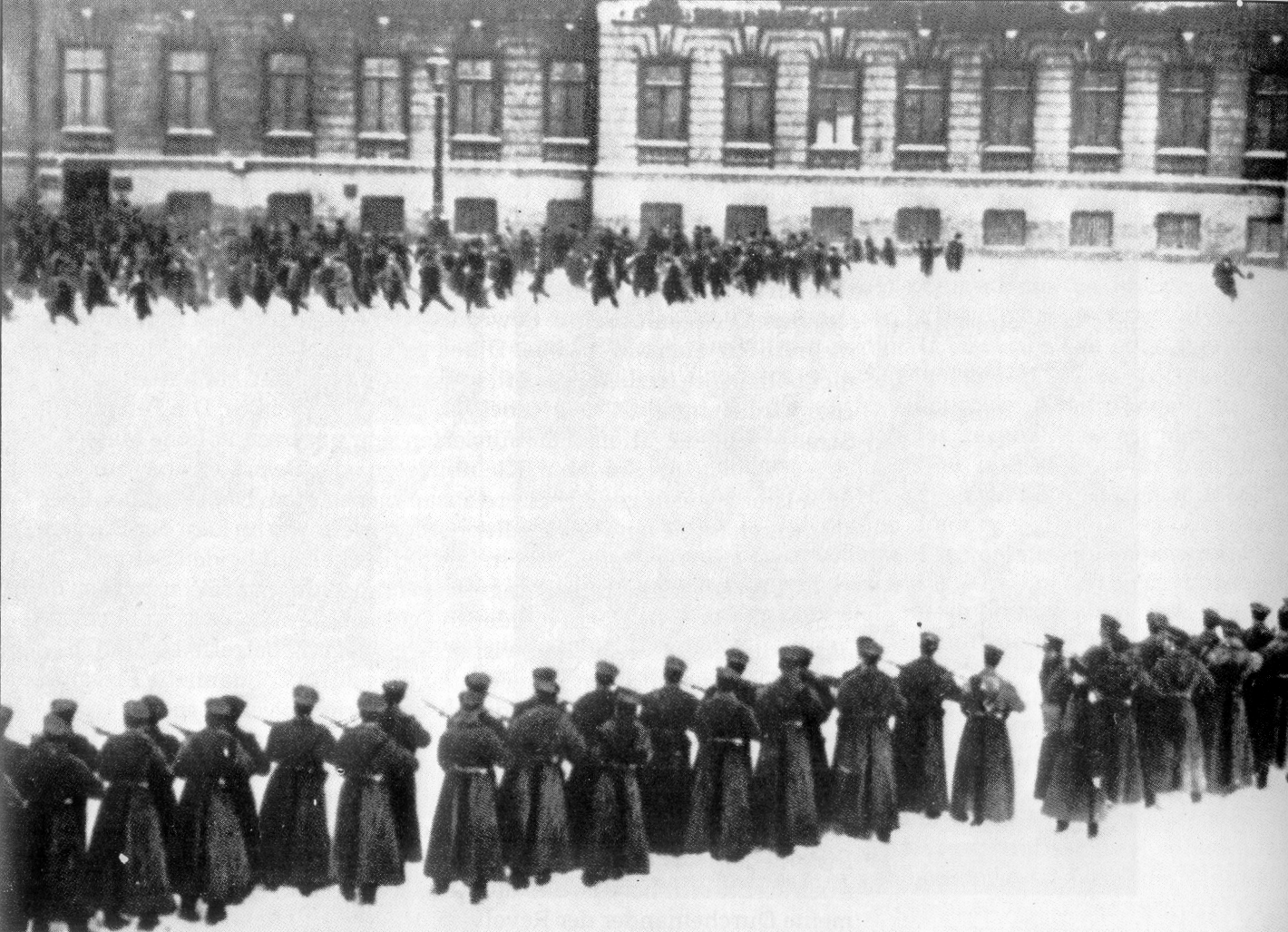
La "Domenica di sangue"

Il secondo movimento descrive gli eventi accaduti nella Domenica di sangue, ed è costituito da due parti. La prima sezione riguarda le proteste del 22 gennaio 1905 (9 gennaio nel calendario Giuliano), nella città di San Pietroburgo, in cui la popolazione si riunì pacificamente di fronte al Palazzo d'Inverno per protestare contro la corruzione e i provvedimenti messi in atto dallo Zar. Se subito si ha un crescendo che coinvolge l'intera orchestra, successivamente troviamo un solo di ottoni, timpani e tamburo rullante, che passa successivamente agli archi e timpani. Qui riparte un nuovo crescendo musicale dell'orchestra: questa è la rappresentazione musicale con cui il compositore russo descrive l'avanzare delle truppe sulla folla. Alle percussioni è affidata la rappresentazione degli spari dei soldati.

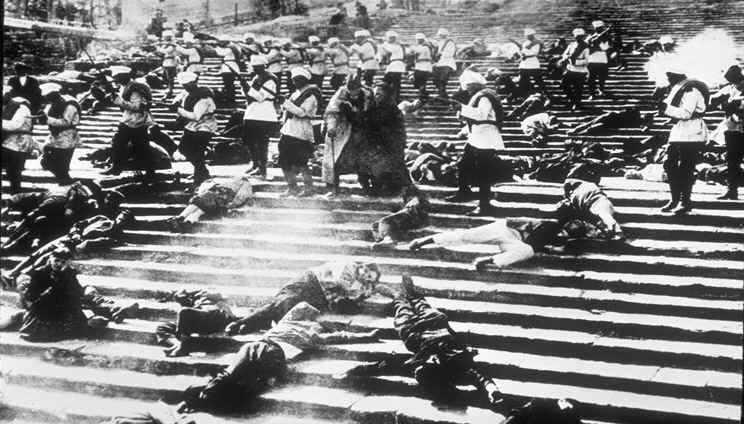
I soldati aprono il fuoco contro i manifestanti sulla scalinata di Odessa (dal film La corazzata Potëmkin)

La conclusione della prima sezione del movimento è data dall'intervento dell'ottavino e dei flauti. La seconda parte del movimento inizia improvvisamente: una terzina del tamburo rullante dà il via a una potente marcia, rappresentante il panico della gente dinanzi l'avanzata delle truppe zariste. All'apice della tensione inizia una nuova marcia, scandita dal ritmo del rullante e i ripetitivi colpi, insistenti e pesanti, di grancassa, tam-tam e piatti. L'orchestra intera si sovrappone a questa marcia. A questa si contrappongono i timpani. L'intera sezione delle percussioni cessa improvvisamente di suonare. Quest'ultimo periodo è identificabile nel massacro dei civili. L'ultima parte del movimento è in un tempo Adagio, e Šostakovič torna a una sonorità più calma, come a descrivere l'atmosfera seguente al massacro.

### Adagio -L'eterno ricordo
Il terzo movimento è basato sulla marcia funebre "Sei stato vittima", un inno dei rivoluzionari. L'inizio è affidato al pizzicato degli archi, che tengono la melodia sino a metà pezzo, quando entra poco a poco l'orchestra, con i corni e i clarinetti. Si assiste poi al consueto crescendo: l'orchestra tiene la melodia, con il ritmo costante dei timpani. Šostakovič cita qui i due precedenti movimenti. La fine del movimento è come un ritorcersi su sé stesso del pezzo: si torna infatti al pizzicato di inizio brano.

### Allegro non troppo, Adagio, Allegro -Tocsin (L'allarme)
Il movimento finale inizia con una potente marcia, guidata da ottoni e timpani, che subito raggiunge un'elevata tensione. Culmine è la melodia degli ottoni, intorno al 5º minuto, accompagnata dal lamento continuo degli archi e legni, con i timpani che accompagnano la melodia. Si giunge nel moderato centrale, in cui gli archi si alternano al solo dei timpani, con dei colpi pesanti accompagnati dal rullante e delle trombe. Da qui, quasi di sorpresa, si entra nell'Adagio, in cui possiamo sentire il solo del corno inglese, accompagnato dagli archi. Inizia poi, con uno stacco improvviso, il solo del clarinetto basso, a cui si aggiunge l'intero settore dei legni: prima il clarinetto, poi il flauto. Poi si aggiungono gli ottoni e gli archi, in quello che è il crescendo finale di questa sinfonia: l'entrata dello xilofono e degli archi; successivamente inizia il ritmo ostinato dei timpani e del rullante, che fa da sottofondo alla melodia degli ottoni. Le campane tubolari (da queste deriva il nome del movimento: Tocsin è infatti il segnale d'allarme suonato da una campana) iniziano l'ostinata ripetizione della tonalità di sol minore fino alla fine. Il clima d'ansia del finale del movimento fa da preludio ai fatti che accadranno nel 1917: nella Sinfonia n. 12, nominata appunto L'Anno 1917 Šostakovič descriverà la Rivoluzione Russa.

## Registrazioni
- Orchestra filarmonica di Mosca, Kirill Kondrašin, 1973
- Shostakovic, The symphonies, Vladimir Aškenazi, Royal Philharmonic Orchestra
- "Dmitri Shostakovich. The Complete Symphonies", CD n. 9: Mariss Jansons, The Philadelphia Orchestra, EMI 1997/2006
- Shostakovic, The symphonies, Rudolf Barshai, WDR Sinfonieorchester, 2000